# Pozłacana rybka
Pozłacana rybka – powieść dla młodzieży autorstwa Barbary Kosmowskiej z 2007 roku. Książka ta zajęła I miejsce w kategorii książek dla młodzieży w Konkursie Literackim im. Astrid Lindgren, zorganizowanym przez Fundację ABCXXI - Cała Polska czyta dzieciom oraz zdobyła nagrodę literacką Książka Roku 2007 przyznaną przez Stowarzyszenie Przyjaciół Książki dla Młodych – Polska Sekcja IBBY.